# Larentia indiscriminata
Larentia indiscriminata là một loài bướm đêm trong họ Geometridae.